# Свято-Троїцький храм (Адамівка)
Свято-Троїцький храм — храм Кам'янської єпархії УПЦ (МП). Розташований у мальовничому місці біля витоків річки Базавлук, в селі Адамівка Кам'янського району Дніпропетровської області. Пам'ятка архітектури № 211, початку XIX століття, у Дніпропетровській області.

## Історія
У 1812 році в селі Адамівка закладено Свято-Троїцький храм, на честь перемоги російських військ над Наполеоном. У 1830 році до центральної частини Свято-Троїцького храму була добудована друга половина з дзвіницею. У 1834 році коштом поміщикаа Адама Даміяновича Петровського було зведено храм в один престол в ім'я Святої Трійці.
У 1942 році, під час бойових дій в ході німецько-радянської війни, було зруйновано центральний купол Свято-Троїцького храму.
У 1956 році місцевим колгоспом «Росія» було побудовано дерев'яний купол Свято-Троїцького храму, після чого храм використовувався колгоспом для господарських потреб.
У квітні 1992 року зруйнований Свято-Троїцький храм владою Дніпропетровської області було передано Українській православній церкві (МП). У 1996 році Свято-Троїцькому храму села Адамівка було надано статус пам'ятки архітектури початку XIX  століття, за № 211. У тому ж році у храмі відбулася перша літургія.
У 2001 році з благословення єпископа Єфрема, настоятеля Свято-Троїцького храму села Адамівка, було призначено ієрея Геннадія Сарабьєва.